# 塔朗泰讷河
塔朗泰讷河（法語：Tarentaine，法語發音：[taʁɑ̃tɛn]）是法国奥弗涅-罗讷-阿尔卑斯大区康塔尔省与多姆山省的河流，是吕河的右支流，长35.3千米。